# Ramsey Ann Naito
Ramsey Ann Naito (1964) es una productora estadounidense de películas de animación que actualmente ocupa el cargo de presidenta de Nickelodeon Animation y Paramount Animation (ambas filiales de Paramount Global). Fue nominada en los Premios Óscar y al Globo de Oro.

## Trayectoria
Es conocida sobre todo por su producción de 2017 The Boss Baby; le valió varios premios y nominaciones, incluida una nominación al Oscar a la mejor película de animación. Su madre era pintora y su padre japonés procedía de una larga estirpe de artistas del haiku.
Se convirtió en presidenta de Nickelodeon Animation y Paramount Animation. Ha trabajado en diversas películas de animación como South Park, Rugrats: La película y The Boss Baby, entre otras.
En 2024, fue reconocida con el premio inaugural al Impacto Ejecutivo en la Animación por la revista Variety.

### Cargos como ejecutiva
- 1998: Vicepresidente de Nickelodeon Movies[4]
- 2005: Jefe de Películas - Cartoon Network[4]
- 2011: Productor - Blue Sky Studios[4]
- 2018: Vicepresidente ejecutivo, producción y desarrollo de animación - Nickelodeon[5][6]
- 2018: Vicepresidente ejecutivo - Paramount Animation[4]
- 2020: Presidente – Nickelodeon Animation[7]
- 2021: Presidente – Paramount Animation[8]

## Filmografía

### Productora
- 2004: La película Bob Esponja (productora asociada)
- 2006: Reanimado (película para televisión) (coproductora)
- 2007: Ben 10: Carrera contra el tiempo (película para televisión) (productora ejecutiva)
- 2009: Ben 10: Alien Swarm (película para televisión) (productora ejecutiva)
- 2009: ¡Scooby Doo! The Mystery Begins (TV Movie) (productora ejecutiva - sin acreditar)
- 2010: Firebreather (película para televisión) (productora ejecutiva)
- 2011: Level Up (película para televisión) (productora ejecutiva)
- 2017: The Boss Baby (productora - como Ramsey Naito, producido por, pga)

### Jefa de producción
- 1999: South Park: Bigger, Longer & Uncut (directora de producción de la unidad)
- 2000: Rugrats in Paris: The Movie (directora de producción de la unidad - sin acreditar)
- 2001: Jimmy Neutron: Boy Genius (ejecutiva de producción - sin acreditar)
- 2002: The Wild Thornberrys Movie (productora ejecutiva - sin acreditar)
- 2002: ¡Hola, Arnold! The Movie (ejecutiva a cargo de la producción)
- 2003: Rugrats Go Wild (ejecutiva de producción - sin acreditar)
- 2006: Barnyard (ejecutiva de producción)

### Otros
- 1995-1997: Duckman (Serie de TV) (asistente de producción - 5 episodios; coordinadora de producción - 36 episodios)
- 1997: ¡¡¡Aaah!!! Real Monsters ' (Serie de TV) (coordinadora de diseño - 5 episodios)
- 1998: La película Rugrats (coordinadora supervisora)

## Premios y distinciones
Óscar
| Año  | Categoría              | Película       | Resultado |
| ---- | ---------------------- | -------------- | --------- |
| 2018 | Mejor película animada | El bebé jefazo | Nominado  |

| Premios                                        | Fecha de la ceremonia   | Categoría                                   | Destinatario(s) y nominado(s) | Resultado | Ref.   |
| Premios Annie                                  | 3 de febrero de 2018    | Mejor película animada                      | Ramsey Ann Naito              | Nominada  | [ 10 ] |
| Premio del Sindicato de Productores de América | 20 de enero de 2018     | Mejor productor de película teatral animada | Ramsey Ann Naito              | Nominado  | [ 11 ] |
| Sociedad de críticos de cine de San Diego      | 11 de diciembre de 2017 | Mejor película animada                      | El bebé jefe                  | Ganador   | [ 12 ] |
| Premios satélite                               | 10 de febrero de 2018   | Mejor película animada o de medios mixtos   | El bebé jefe                  | Nominado  | [ 13 ] |